# Bandstjärtad kasik
Bandstjärtad kasik (Cacicus latirostris) är en fågel i familjen trupialer inom ordningen tättingar.

## Utbredning och systematik
Fågeln förekommer från tropiska sydöstra Colombia till nordöstra Peru och allra västligaste Brasilien. Den behandlas som monotypisk, det vill säga att den inte delas in i några underarter. Tidigare placerades den som ensam art i Ocyalus men inkluderas numera i Cacicus.

## Status
IUCN kategoriserar arten som livskraftig.